# St. Servatius (Grimbergen)

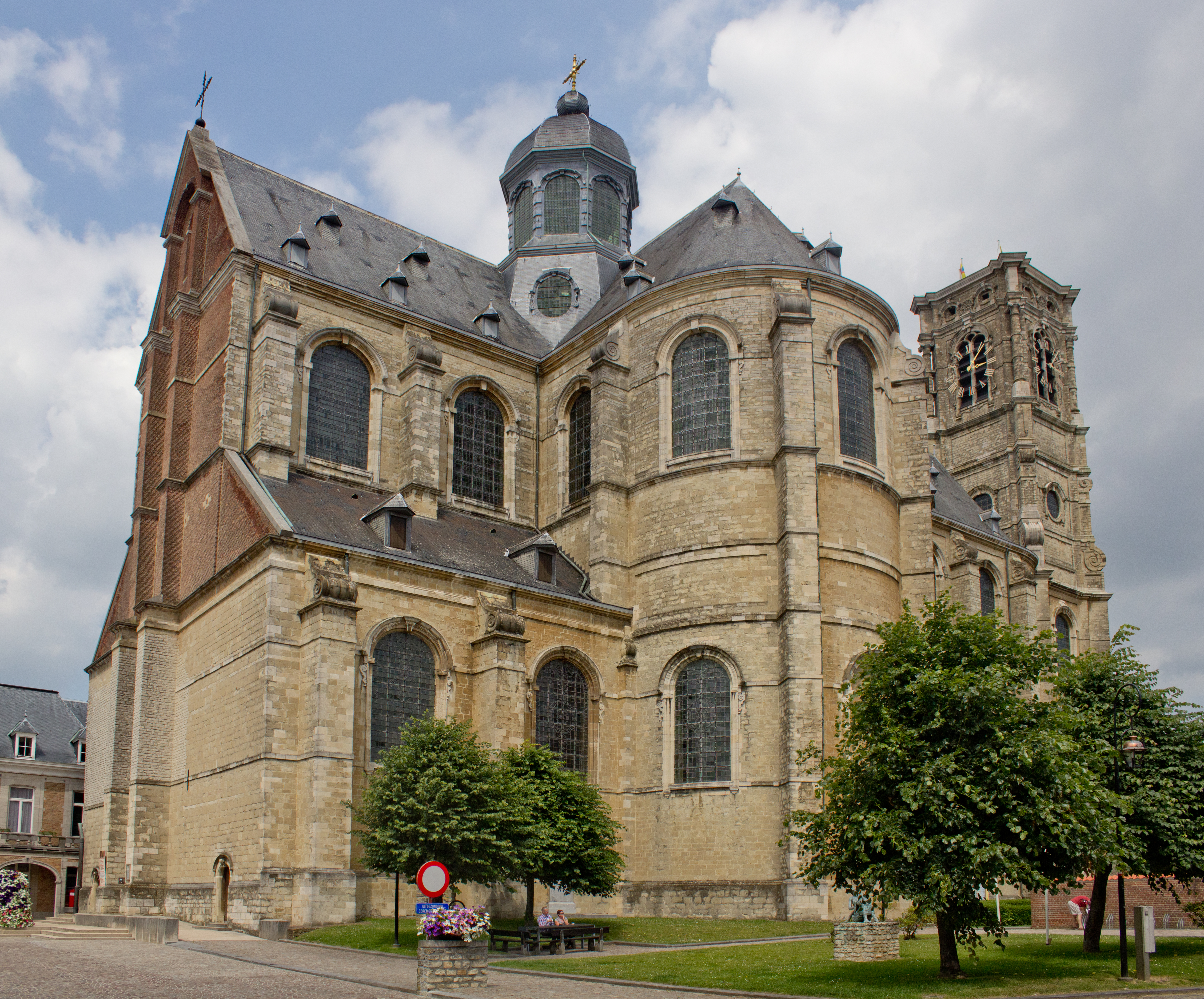
Südostansicht der Abteikirche

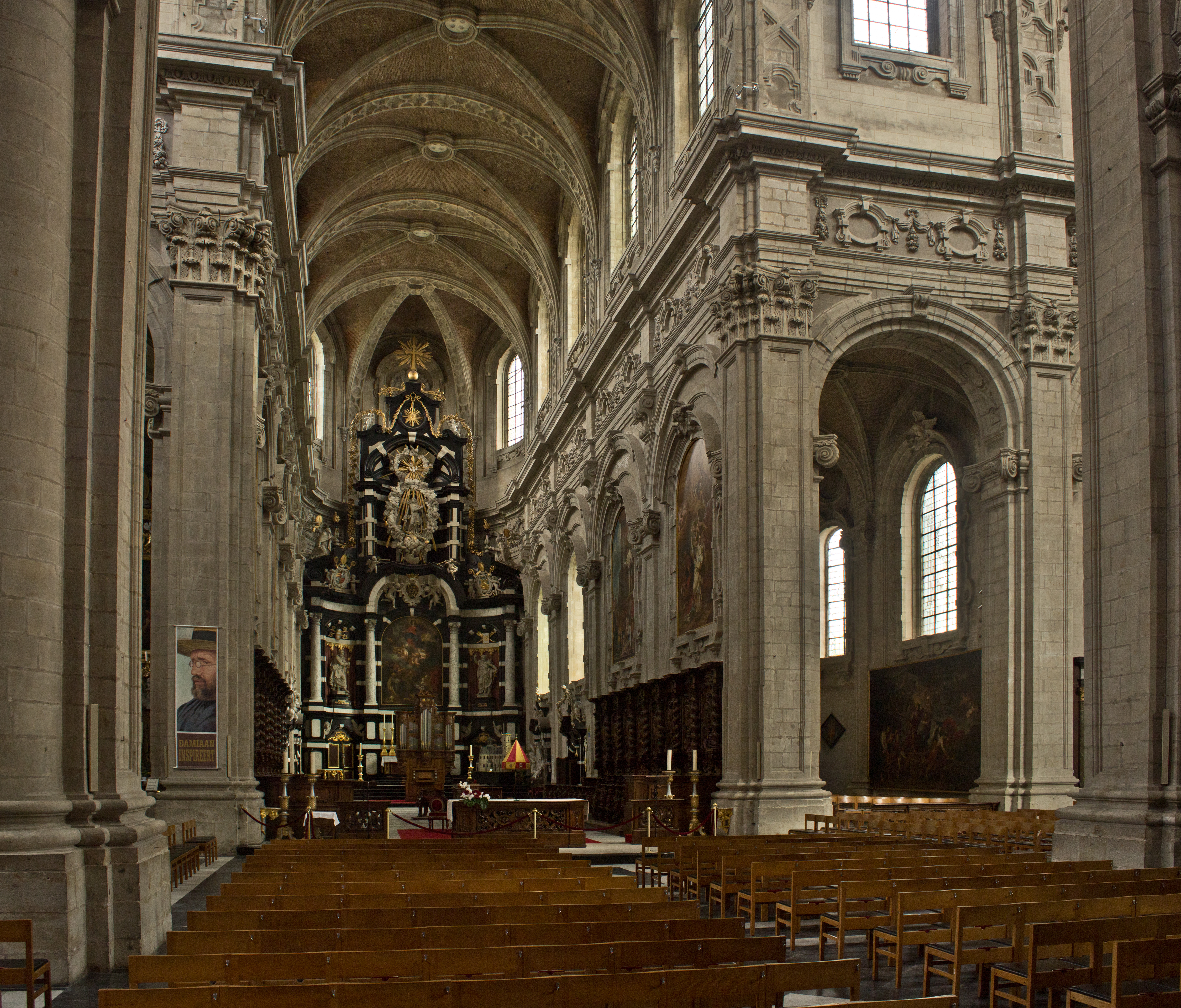
Innenansicht

Die Kirche St. Servatius (niederländisch Sint-Servaasbasiliek) ist eine römisch-katholische Kirche in Grimbergen, Belgien. Die Pfarrkirche und Abteikirche der Prämonstratenserabtei Grimbergen im Erzbistum Mecheln-Brüssel wurde im 17. Jahrhundert im Stil des Barock erbaut. Sie ist Servatius von Tongern gewidmet und trägt den Titel einer Basilica minor.

## Geschichte
Die nach ihrem Gründer Norbert von Xanten auch Norbertiner genannten Chorherren gründeten 1126 in Grimbergen eine Abtei. Nach den Religionskriegen im 17. Jahrhundert brach mit der Politik von Albrecht und Isabella (1598–1621) in den Spanischen Niederlanden friedliche und wohlhabende Zeit an. Die Abteikirche wurde 1660 bis 1700 in der Blütezeit der Abtei durch den Architekten Gilbertus van Zinnik im barocken Stil errichtet. Ihre Länge von 60 Metern besteht aus einem langen Priesterchor und einem verkürzten Langhaus mit nur zwei Jochen. Über der Vierung erhebt sich eine 45 Meter hohe Kuppel, der Glockenturm ragt 58 Meter hoch. Sie ist mit bedeutenden Altären ausgestattet. 1937 wurde die Kirche unter Denkmalschutz gestellt. 1998 erhob Papst Johannes Paul II. die Abteikirche in den Rang einer Basilica minor.

## Orgeln
Die 1615 erworbene Orgel (ein Instrument aus dem Jahr 1591) wurde repariert und nach Wemmel überführt. Als Ersatz wurde die heutige Orgel, die sich im hinteren Teil der Kirche befindet, vom Abt Van Eeckhout im Jahr 1745 beim bekannten Orgelbauer Jean-Baptiste Forceville bestellt. Dieses neue Instrument wurde erst 1751, ein Jahr nach Forcevilles Tod, von Jean-Baptiste Goynaut fertiggestellt. Die Skulpturen und Schnitzereien stammen vom Brüsseler Bildhauer Piet Doncker.
In der zweiten Hälfte des 18. Jahrhunderts wurde die Orgel erfolgreich überarbeitet. Die Änderungen im Jahr 1910 durch den Brüsseler Orgelbauer Jean-Emile Kerkhoff wurden als weniger glücklich angesehen. 2004 wurde eine erneute Restaurierung durchgeführt. Die Orgel hat jetzt 41 Register und ist im niederländisch-deutschen Stil gestimmt, sie wird als Bach-Orgel bezeichnet.
Seit 1999 gibt es weiterhin eine einmanualige Orgel von Joris Potvlieghe im Eingangsbereich der Kirche.

## Glockenspiel
Die Prämonstratenser waren die frühesten Propagandisten der Glockenspielkunst. 1716 wurde das bereits zweite Carillon durch den Antwerpener Glockengießer William Witlockx erstellt und bis zum Ende des 18. Jahrhunderts auf 41 Glocken erweitert, die dann unter der französischen Besetzung gestohlenen wurden.
Das dritte Glockenspiel wurde 1928 nach dem 800-jährigen Jubiläum der Abtei von der Gemeinde bei Marcel Michiels jr. aus Tournai mit 34 Glocken bestellt. Es wurde 1931 installiert, der Klang war jedoch enttäuschend. Ein neues Glockenspiel wurde 1964 von Canon Feyen mit 48 Glocken installiert und erhielt 1998 eine 49. Glocke.